# Mauri Nyberg-Noroma
Mauri Nyberg-Noroma (Viborg, Finlandia (actualmente en Rusia), 31 de enero de 1908-Muolaa, Rusia, 23 de diciembre de 1939) fue un gimnasta artístico finlandés, medallista de bronce olímpico en Berlín 1936 en el concurso por equipos.

## Carrera deportiva
En los JJ. OO. de Los Ángeles 1932 gana el bronce en el concurso por equipos, tras los italianos y estadounidenses.
Y en los JJ. OO. de Berlín 1936 vuelve a conseguir el bronce en el concurso por equipos, en esta ocasión tras Alemania y Suiza, y siendo sus compañeros de equipo: Veikko Pakarinen, Aleksanteri Saarvala, Heikki Savolainen, Esa Seeste, Einari Teräsvirta, Eino Tukiainen y Martti Uosikkinen.